# عين تيزغة

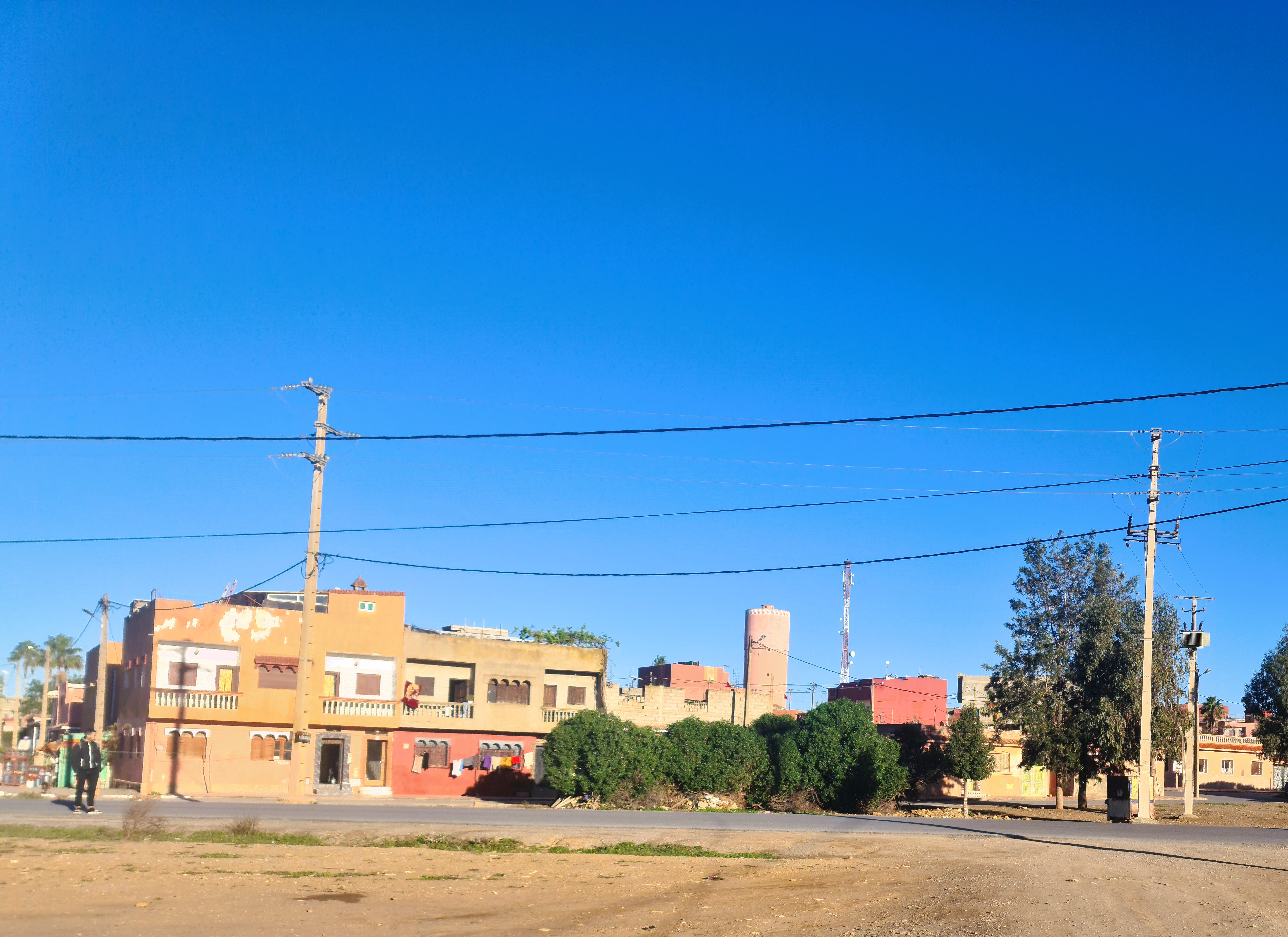
عين تيزغة

عين تيزغة هي قرية مغربية،بإقليم بن سليمان . تقع عين تيزغة بين الرباط والدار البيضاء، و تضم 7.741 نسمة (إحصاء 2 سبتمبر 2004).